# Wilhelm Kleinknecht
Wilhelm Kleinknecht (* 16. Januar 1893 in Oberweissach; † 13. April 1966 in Ludwigsburg) war ein deutscher Gewerkschaftsfunktionär und Politiker.

## Werdegang
Kleinknecht war Vorsitzender des Landesbezirks Württemberg-Baden, später Baden-Württemberg, des Deutschen Gewerkschaftsbundes.
Der kaufmännische Angestellte war ab 1910 Mitglied des Zentralverbandes der Angestellten (ZdA). Von 1922 bis 1929 war er ehrenamtlicher Bezirksleiter des Verbandes für Niederbayern und die Oberpfalz. In den Jahren 1929 bis 1933 arbeitete er als Angestellter des Gesamtverbandes der öffentlichen Betriebe und des Personen- und Warenverkehrs in Stuttgart.
Nach Beginn der NS-Herrschaft wurde Kleinknecht aus politischen Gründen verfolgt. Die Polizei nahm ihn am 31. März 1933 fest. Kleinknecht wurde in das KZ Heuberg verschleppt, in dem er bis 1935 inhaftiert war. Nach seiner Freilassung engagierte sich Kleinknecht im Widerstand gegen das NS-Regime im Netzwerk der illegalen Eisenbahnergruppen um Hans Jahn. Im August 1940 wurde er festgenommen und verhört. Er bestritt, illegale bzw. „hochverräterische“ Handlungen vorgenommen zu haben. Da ihm diese nicht nachgewiesen werden konnten, wurde Kleinknecht nicht angeklagt.
Nach Ende des Zweiten Weltkrieges arbeitete Kleinknecht ab September 1945 in der Fachgruppe „Verkehr, öffentliche Betriebe und Verwaltungen“ des Württembergischen Gewerkschaftsbundes mit. Von September 1946 bis 1949 gehörte er dem Geschäftsführenden Vorstand des Gewerkschaftsbundes Württemberg-Baden an. Von 1950 bis 1960 war Kleinknecht Mitglied des Geschäftsführenden Vorstands und von Mai 1951 bis Januar 1960 Vorsitzender des DGB-Landesbezirks Baden-Württemberg.
Von 1946 bis 1952 war er als Abgeordneter der SPD Mitglied des Landtages von Württemberg-Baden.

## Ehrungen
- 1953: Großes Verdienstkreuz der Bundesrepublik Deutschland